# 朴澈
朴 澈（パク・チョル、朝鮮語: 박철、1928年7月26日 - 2006年1月23日）は、大韓民国のジャーナリスト、編集者、政治家。第8・9代韓国国会議員。
本貫は咸陽朴氏。号は鳩林（クリム、구림）。

## 経歴
日本統治時代の全羅南道霊岩郡出身。1951年朝鮮大学校政治学科卒。同大行政大学院、全南大学校経営大学院修了。湖南新聞編集副局長・常任論説委員、韓国編集者協会運営委員、全南毎日新聞編集局長・論説局長・社長、全南奨学会理事、全南体育会副会長、全南サッカー協会会長、国際ライオンズクラブ光州クラブ第一会長・韓国地区副総裁、民主共和党全南道支部事務局長・光州甲地区党委員長・院内副総務・報道官、IPU代表、大韓体育会理事、公務員・教職員医療保険管理公団理事長、民族中興会会員親善協議会会長を務めた。
2006年1月23日、持病によりサムスンソウル病院で死去。享年79。